# Серафим (Кречетов)
Архимандрит Серафим (в миру Валериан Михайлович Кречетов) (род. 14 апреля 1937, Зарайск, Московская область) — священник Московской епархии Русской православной церкви, архимандрит, духовный писатель.

## Биография
Родился 14 апреля 1937 года в Зарайске, где был вынужден жить его отец Михаил Валеринанович Кречетов (1900—1986) с семьёй: женой Любовью Владимировной (урожд. Коробова) и двумя старшими сыновьями, Петром и Николаем. Михаил Валерианович Кречетов был репрессирован и с 1927 по 1931 год находился в Соловецком лагере и в Кеми (на поселении), после чего не имел разрешения жить в Москве. Дед Валериана Кречетова Валериан Петрович и прадед Пётр Гаврилович были из города Обояни. Валериан Петрович был специалистом в текстильной области; два года жил в Англии, затем ездил по Европе и овладел четырьмя языками: английским, немецким, французским и итальянским. Женился на дочери владельца Богородской мануфактуры из старообрядческого рода Морозовых, Арсения Ивановича Морозова — Марии Арсеньевне. Во время Великой Отечественной войны под Волоколамском попал в оккупацию и, зная немецкий язык, способствовал освобождению некоторых людей, но был оклеветан и как предатель арестован (дальнейшая его судьба неизвестна).
Отец, Михаил Валерианович Кречетов, участвовал в Великой Отечественной войне и после возвращения с фронта поступил в 1949 году в Московскую духовную семинарию, чтобы стать священником; своих сыновей он учил: «Нужно не верить в Бога, а верить Богу»; «Собираетесь священниками быть? Готовьтесь к тюрьме». Поэтому нужно было приобрести профессию, которая будет пригодна в тюрьме, например — врача. Но Валериан с братом Николаем выбрали профессию, исходя из того, что заключённых посылали на лесоповал. В результате он поступил в Московский лесотехнический институт; учился сначала по специальности «водный транспорт леса», затем перевёлся на механическое отделение; на 3-м курсе добровольцем поехал на освоение целины; он получил также свидетельство штурмана Военно-воздушных сил. После окончания института по распределению работал инженером на Северном Урале — три года в Чусовском леспромхозе. Затем работал в Москве, женился на Наталье Константиновне Апушкиной.
На погребении епископа Стефана (Никитина) в Отрадном Валериан Кречетов познакомился с Сергеем Орловым, который благословил его на священство: «Иди служить к нам. Инженеров полно, а батюшек не хватает»; на возражение: «У меня, батюшка, опыта мало» — последовало: «Опыт будет — сил не будет». В то время было запрещено рукополагать людей с высшим образованием, и Валериан Кречетов был принят инженером при патриархии и как её сотрудник поступил в Московскую духовную семинарию, где в течение года сдал экзамены по предметам сразу за четыре курса. 21 ноября 1968 года в храме Архангела Гавриила был хиротонисан во диакона, 12 января 1969 года — во пресвитера. В 1973 году окончил Московскую духовную академию. Служил полтора года в Спасо-Преображенском храме в Переделкине, а затем более сорока лет в храме Покрова Пресвятой Богородицы в Акулове, где с 1970 года был настоятелем.
13 декабря 2012 года Валериану Кречетову была вручена международная общественная награда фонда Андрея Первозванного «Вера и верность».
Не вошёл в новый состав Межсоборного присутствия, утверждённый 23 октября 2014 года решением Священного синода.
В 2023 году принял монашеский постриг с именем Серафим.